# Sabine Azéma
Sabine Azéma   (15è districte de París, 20 de setembre de 1949) és una actriu i directora francesa de cinema, de nom complet Sabine Florence Azema.

## Biografia
Filla d'un advocat, després del batxillerat, segueix cursos de teatre amb Jean Périmony; als vint anys, entra al Conservatori amb Antoine Vitez com a professor. També és estudiant del Cours Florent. Va fer els estudis al Lycée Racine (París).
Al principi al teatre li donaven papers de noia entremaliada, però coneix Claude Sainval, director del Teatre dels Champs-Élysées, que li confia el seu primer gran paper a La Valse des toréadors (1974), de Jean Anouilh, on és la filla de Louis de Funès.
Gràcies a aquest paper, les propostes es multipliquen i comença a la televisió el 1975, després al cinema el 1976 amb una comèdia de Georges Lautner, On aura tout vu, al costat de Pierre Richard i Jean-Pierre Marielle.
Després d'una fina interpretació a la Dentellière (1977), té l'oportunitat de filmar amb Alain Resnais, fet que serà un punt d'inflexió en la seva carrera. De fet, el reconegut cineasta francès li va encarregar la interpretació de la majoria de les pel·lícules que va dirigir en aquest període i la seva col·laboració durà gairebé tres dècades. Resnais li confiarà una galeria excepcional de personatges al llarg d'una llarga i fructífera col·laboració: institutriu apassionada a La Vie est un roman el 1983; heroïna tràgica en la fosca L'amour à mort el 1984, després a Mélo el 1987; sis personatges molt diferents, del més cultivat al més rústec, del riure a les llàgrimes, a Smoking / No Smoking el 1993; la viva i enèrgica Odile en el multipremiat als César On connait la chanson el 1997; cantant, a la pel·lícula-opereta Pas sur la bouche el 2003; tan virtuosa com viciosa a Coeurs el 2006.
Va ser amiga del fotògraf Robert Doisneau (1912-1994), a qui va consagrar una pel·lícula-homenatge el 1992.

## Vida personal
Azéma es va casar amb el dramaturg Michel Lengliney el 1973. Divorciada al cap d'uns anys, va conèixer Alain Resnais el 1983, i s'hi casà al 1998.

## Filmografia

### Com a actriu
- 1976: On aura tout vu de Georges Lautner... Srta. Claude Ferroni[7]
- 1976: Le Chasseur de chez Maxim's de Claude Vital[8]
- 1977: La Dentellière de Claude Goretta
- 1981: On n'est pas des anges... elles non plus de Michel Lang
- 1983: La vie est un roman d'Alain Resnais... Elisabeth Rousseau
- 1984: Un dimanche à la campagne de Bertrand Tavernier... Irène
- 1984: L'Amour à mort d'Alain Resnais... Elisabeth Sutter
- 1985: Zone rouge de Robert Enrico... Claire Rousset
- 1986: Mélo d'Alain Resnais... Romaine Belcroix
- 1989: La vida i res més de Bertrand Tavernier... Irène
- 1989: Cinc dies de juny de Michel Legrand... Yvette
- 1989: Vanille fraise de Gérard Oury... Clarisse Boulanger
- 1993: No Smoking d'Alain Resnais
- 1995: Les cent i una nits d'Agnès Varda... Sabine/Irène
- 1995: Le bonheur est dans le pré d'Étienne Chatiliez... Nicole Bergeade
- 1995: Mon homme de Bertrand Blier... Bérangère
- 1995: Noir comme le souvenir de Jean-Pierre Mocky
- 1997: Coneixem la cançó d'Alain Resnais... Odile Lalande
- 1999: Le Schpountz de Gérard Oury... Françoise
- 1999: La Bûche de Danièle Thompson... Louba
- 2000: La Chambre des officiers de François Dupeyron... Anaïs
- 2001: Tanguy: què en fem, del nen? d'Étienne Chatiliez... Edith Guetz, la mare de Tanguy
- 2003: A la boca no d'Alain Resnais... Gilberte Valandray
- 2003: Le Mystère de la chambre jaune de Bruno Podalydès... Mathilde Stangerson
- 2005: Le Parfum de la dame en noir de Bruno Podalydès... Mathilde Stangerson
- 2005: Peindre ou faire l'amour d'Arnaud Larrieu i Jean-Marie Larrieu... Madeleine Lasserre
- 2005: Olé ! de Florence Quentin... Alexandra
- 2006: Cœurs d'Alain Resnais
- 2007: Faut que ça danse! de Noémie Lvovsky... Violette
- 2008: Le Voyage aux Pyrénées d'Arnaud Larrieu i Jean-Marie Larrieu... Aurore Lalu
- 2009: Les Herbes folles d'Alain Resnais... Margueritte Muir
- 2009: Els últims dies del món d'Arnaud i Jean-Marie Larrieu
- 2010: Donnant Donnant d'Isabelle Mergault
- 2011: La Fille du puisatier de Daniel Auteuil
- 2012: Vous n'avez encore rien vu d'Alain Resnais

## Com a directora
- 1992: Bonjour Monsieur Doisneau
- 1997: Quand le chat sourit (TV)

## Teatre
- 1973: La Valse des toréadors de Jean Anouilh, posada en escena Jean Anouilh i Roland Piétri, Comédie des Champs-Elysées
- 1974: Le Sexe Faible d'Édouard Bourdet, posada en escena Jacques Charon
- 1975: Le Zouave de Claude Rich, posada en escena Jean-Louis Thamin
- 1976: Le Scénario de Jean Anouilh, posada en escena Jean Anouilh i Roland Piétri, Théâtre de l'Œuvre
- 1977: Si t'es beau, t'es con de Françoise Dorin, posada en escena Jacques Rosny, Théâtre Hébertot
- 1980: Silence... on aime de Michel Lengliney, posada en escena Maurice Risch, Théâtre des Bouffes-Parisiens
- 1982: La Pattemouille de Michel Lengliney, posada en escena Jean-Claude Islert, Théâtre de la Michodière
- 1999: Home and garden d'Alan Ayckbourn

## Televisió
- 1974: Le sexe faible d'Édouard Bourdet, posada en escena de Jacques Charon, direcció de Georges Folgoas, amb Jacques Charon, Lise Delamare, Denise Gence
- 1981: Silence on aime de Michel Lengliney, posada en escena de Maurice Risch, direcció de Pierre Sabbagh, amb Jean Barney, Henri Courseaux
- 1982: La quadrature du cercle de Valentín Katàiev, direcció de Pierre Sabbagh, amb Georges Beller, Henri Courseaux
- 1996: Le Veilleur de nuit de Philippe de Broca

## Premis i nominacions

### Premis[1]
- 1985: César a la millor actriu per Un dimanche à la campagne.
- 1987: César a la millor actriu per Mélo.

### Nominacions
- 1984: César a la millor actriu secundària per La vie est un roman.
- 1990: César a la millor actriu per La vie et rien d'autre.
- 1994: César a la millor actriu per Smoking / No Smoking.
- 1996: César a la millor actriu per Le bonheur est dans le pré.
- 1998: César a la millor actriu per On connaît la chanson.

El 17 de juliol de 2015, la ministra de Cultura i Comunicació Fleur Pellerin la va promoure al costat de l'actriu Dominique Blanc al rang de Comandant de l'Orde de les Arts i les Lletres.